# Thomas Maxwell

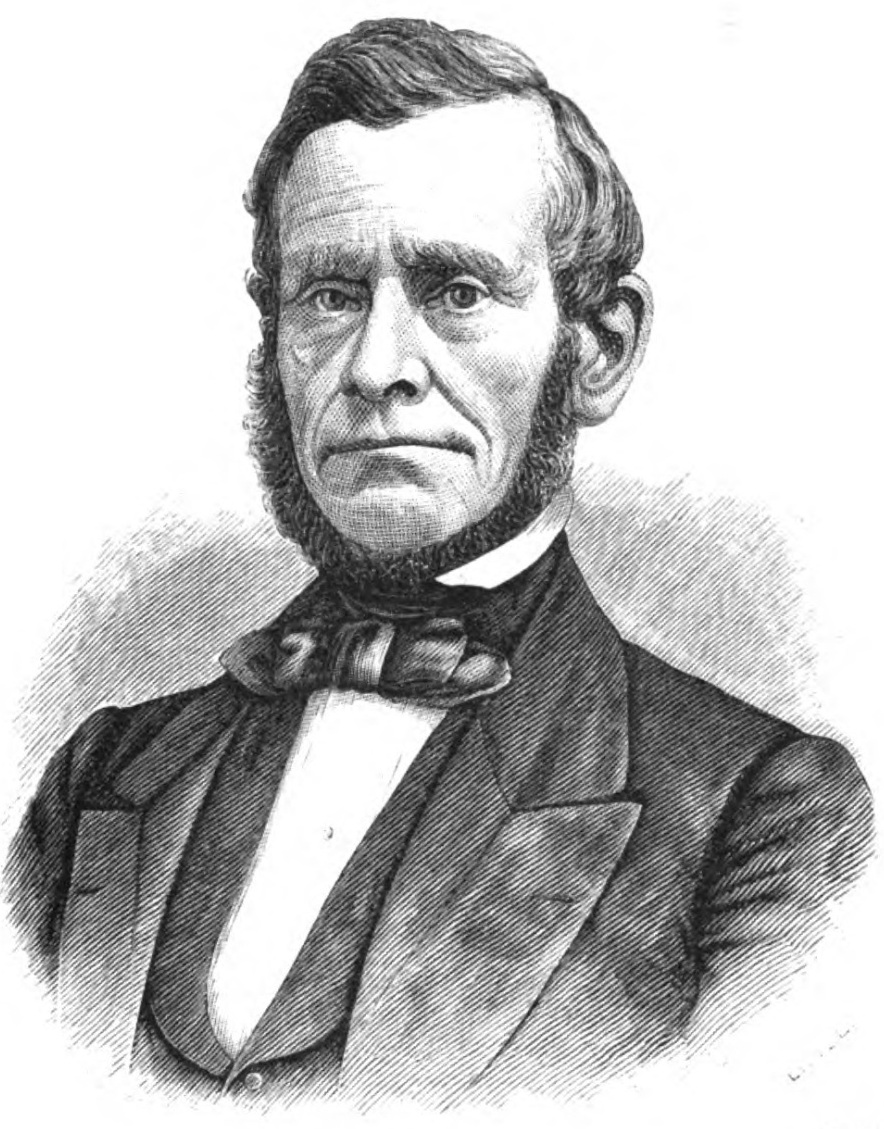
Thomas Maxwell

Thomas Maxwell (* 16. Februar 1792 in Tioga Point (heute Athens), Pennsylvania; † 4. November 1864 in Elmira, New York) war ein US-amerikanischer Jurist und Politiker. Zwischen 1829 und 1831 vertrat er den Bundesstaat New York im US-Repräsentantenhaus.

## Werdegang
Thomas Maxwell wurde ungefähr neun Jahre nach dem Ende des Unabhängigkeitskrieges im Bradford County geboren. Die Familie zog 1796 nach Elmira (damals Newtown Point). Während des Britisch-Amerikanischen Krieges ernannte man ihn zum Quartiermeister in einem Kavallerieregiment, welches der Brigade von General Vincent Matthews beigefügt wurde. Zwischen 1819 und 1829 war er Clerk im Tioga County. Politisch gehörte er der Jacksonian-Fraktion an.
Bei den Kongresswahlen des Jahres 1828 für den 21. Kongress wurde Maxwell im 25. Wahlbezirk von New York in das US-Repräsentantenhaus in Washington, D.C. gewählt, wo er am 4. März 1829 die Nachfolge von David Woodcock antrat. Er schied nach dem 3. März 1831 aus dem Kongress aus. Während seiner Kongresszeit hatte er über den Vorsitz im Rechnungsausschuss.
Dann ging er der strafrechtliche Verfolgung von Rentenanwartschaften nach. Er studierte Jura. Nach dem Erhalt seiner Zulassung als Anwalt 1832 begann er am Court of Common Pleas im alten Tioga County zu praktizieren. Zwischen 1834 und 1839 war er Postmeister von Elmira. Daneben arbeitete er zwischen 1834 und 1836 als Redakteur für die Elmira Gazette. Er war 1836 Deputy Clerk im Chemung County. Ferner wurde er 1836 Schatzmeister im Chemung County – ein Posten, den er bis 1843 innehatte. Er war 1841 Vizepräsident der New York & Erie Railroad Company und 1843 Commissioner of Loans für Bundesanleihen und Staatsfonds. Um 1845 zog er nach Geneva. Danach wurde er zum Deputy Clerk am New York Supreme Court ernannt. Er verstarb am 4. November 1864 in Elmira und wurde dann auf dem Woodlawn Cemetery beigesetzt.